# Підслуховування

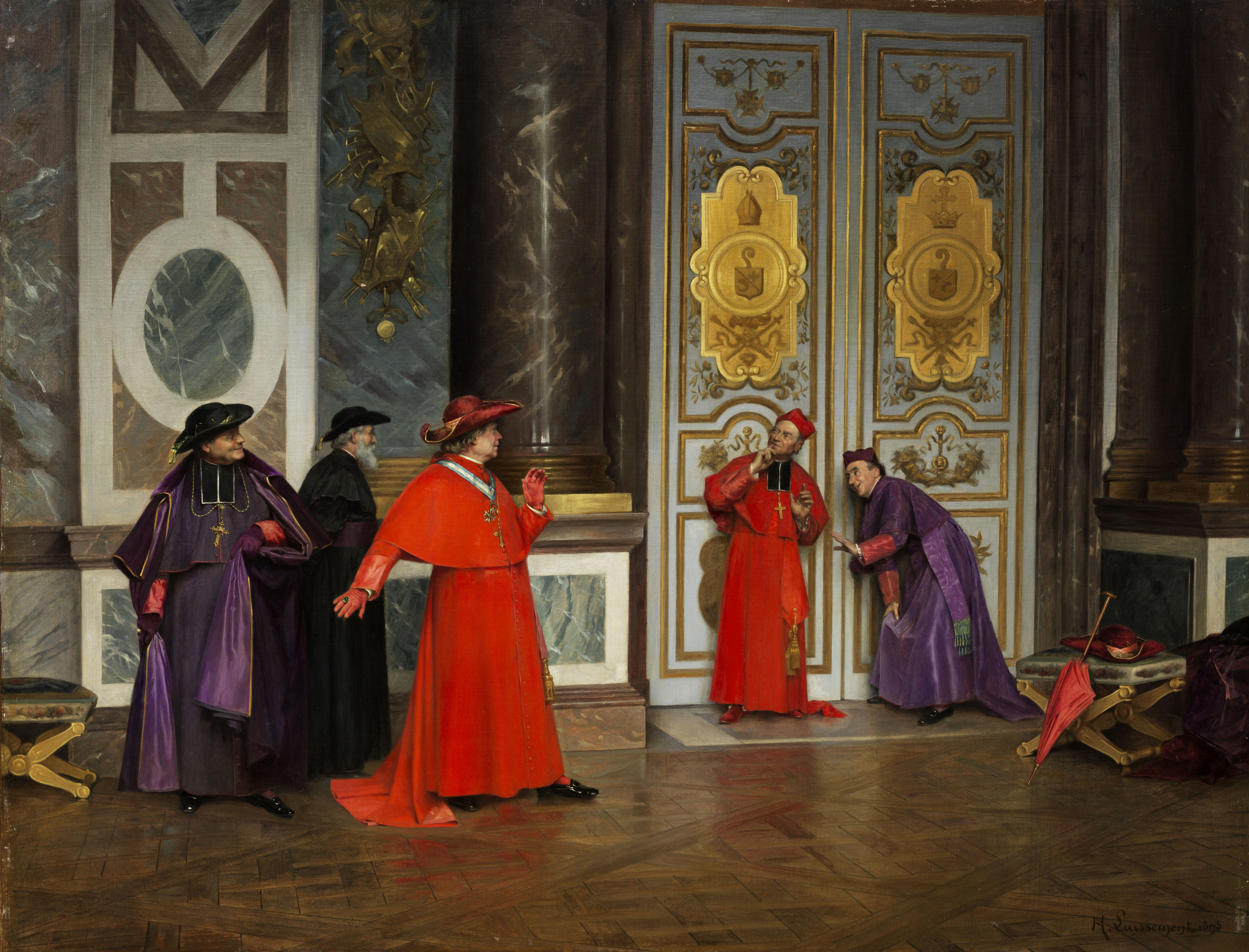
Cardinals підслуховують у Ватикані Vatican. Малюнок Адольфа Анрі Лессемана, 1895

Підслуховування — це акт таємного прослуховування приватної розмови чи спілкування сторонніх осіб без їхньої згоди з метою збору інформації.

## Способи підслуховування
Для прослуховування можуть використовуватись телефонні лінії, стільникові мережі, електронна пошта та інші методи приватного обміну миттєвими повідомленнями. Програмне забезпечення для VoIP-зв'язку також уразливе до прослуховування через вплив комп'ютерних вірусів.

## Мережеві атаки
Підслуховування мережі — це атака мережевого рівня, що зосереджується на захопленні даних мережі (пакетів) зі сторонніх комп'ютерів та зчитуванні їх вмісту задля пошуку будь-якої інформації, що може бути корисною.